# SN 2002fi
SN 2002fi – supernowa typu Ia odkryta 13 września 2002 roku w galaktyce M-04-07-10. W momencie odkrycia miała maksymalną jasność 18,50m.